# Nealcidion griseum
Nealcidion griseum là một loài bọ cánh cứng trong họ Cerambycidae.